# Cyrtodactylus boreoclivus
Espèce
Cyrtodactylus boreoclivus est une espèce de geckos de la famille des Gekkonidae.

## Répartition
Cette espèce est endémique de Nouvelle-Guinée. Elle se rencontre dans les monts Torricelli dans la province de Sandaun en Papouasie-Nouvelle-Guinée et dans les monts Foja dans la province de Papouasie en Indonésie.

## Publication originale
- Oliver, Krey, Mumpuni & Richards, 2011 : A new species of bent-toed gecko (Cyrtodactylus, Gekkonidae) from the North Papuan Mountains. Zootaxa, n. 2930, p. 22–32.